# Löktråding
Löktråding (Inocybe mixtilis) är en svampart som först beskrevs av Max Britzelmayer, och fick sitt nu gällande namn av Pier Andrea Saccardo 1887. Enligt Catalogue of Life ingår Löktråding i släktet Inocybe,  och familjen Inocybaceae, men enligt Dyntaxa är tillhörigheten istället släktet Inocybe,  och familjen Crepidotaceae. Arten är reproducerande i Sverige. Inga underarter finns listade i Catalogue of Life.

## Källor

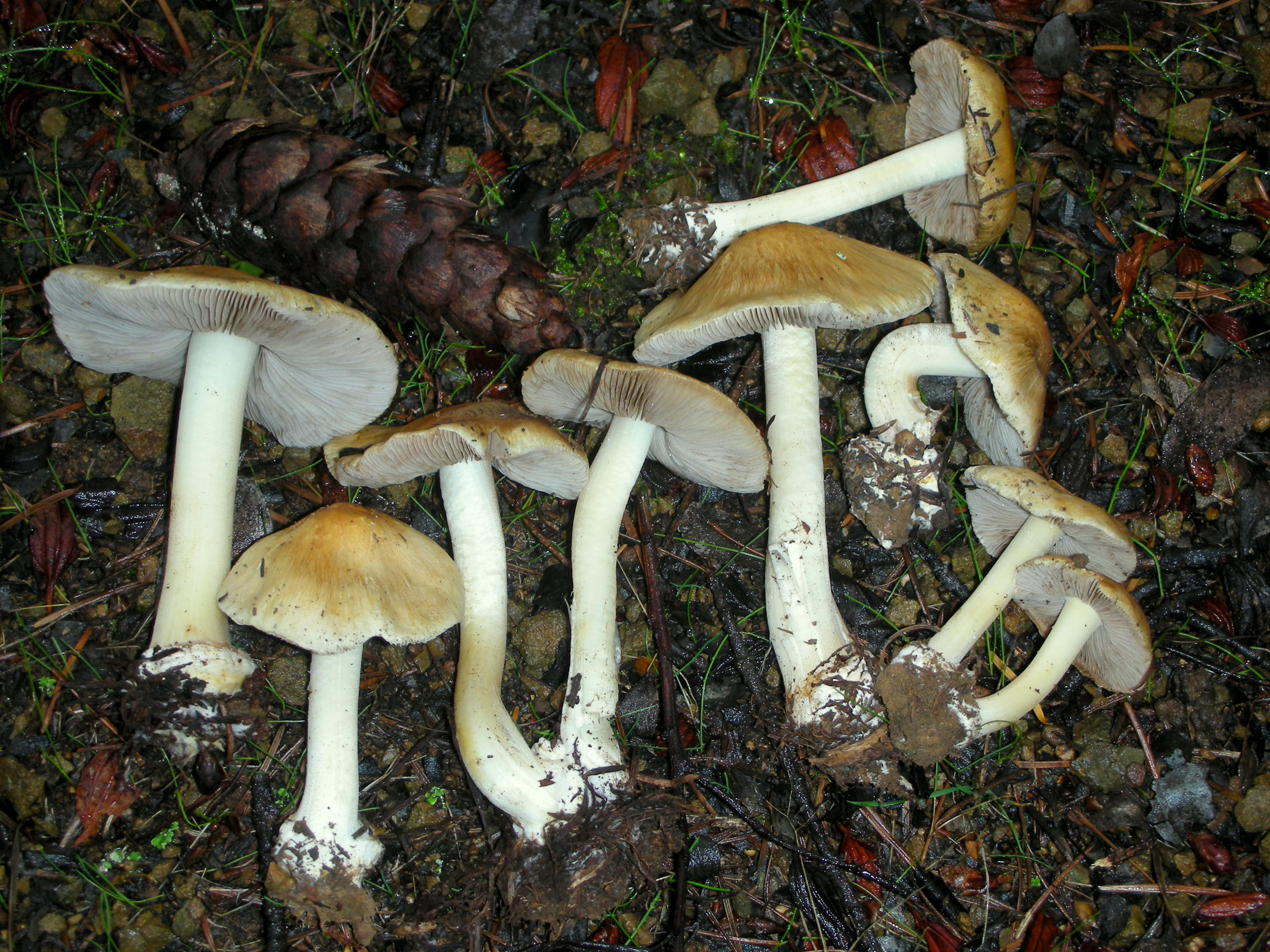
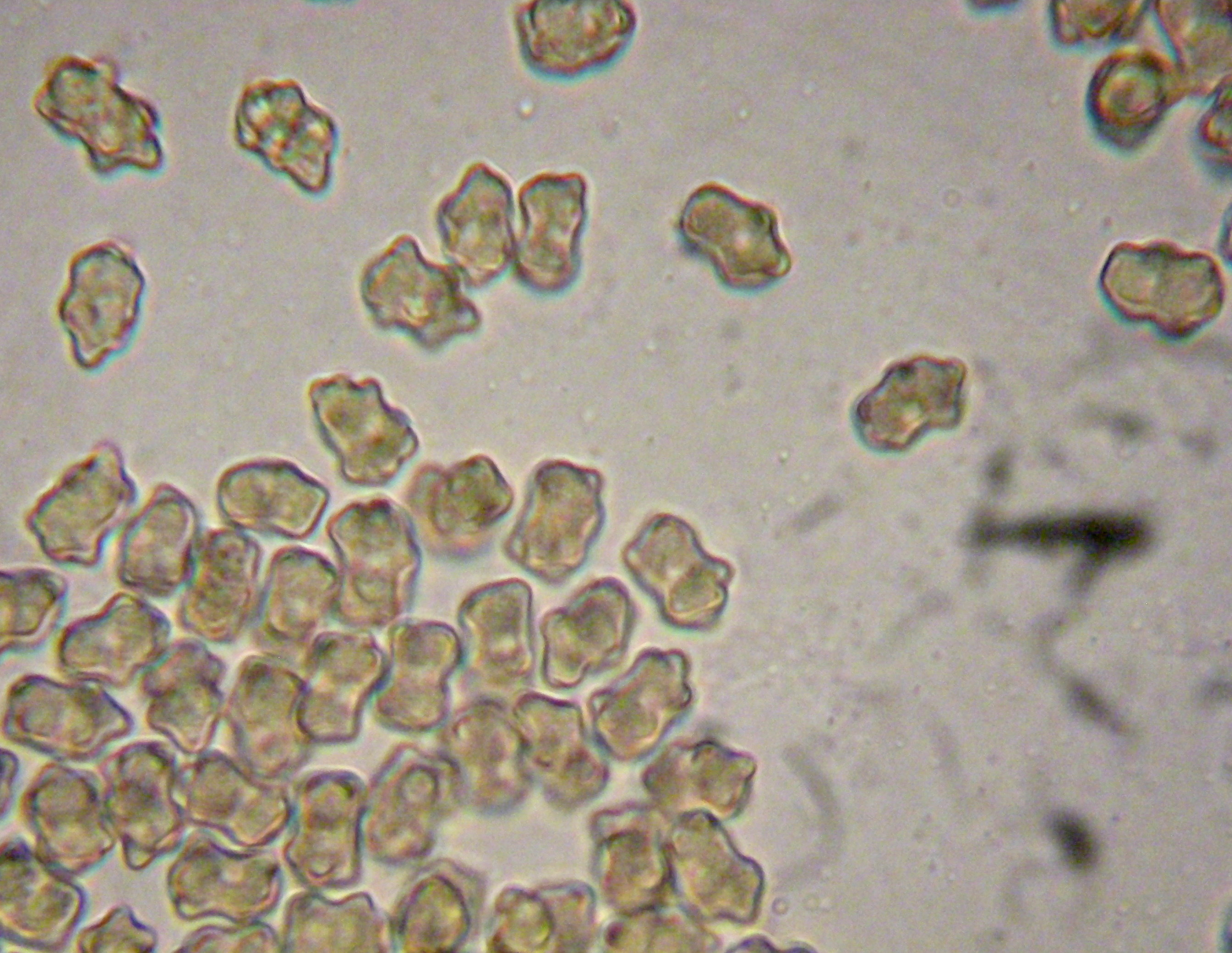